# Camaná
Camaná ist eine Küstenstadt in der Region Arequipa in Peru und Hauptstadt der gleichnamigen Provinz Camaná. Die Stadt hatte beim Zensus 2017 13.364 Einwohner, 10 Jahre zuvor waren es noch 14.642. Sie befindet sich etwa 173 Kilometer südöstlich der Regionshauptstadt Arequipa. Die Stadt liegt in der Mündungsebene des Río Camaná, der 4 km weiter westlich ins Meer mündet.
Camaná ist der Bischofssitz der Territorialprälatur Chuquibamba.
Bekannt ist die Stadt besonders für ihre weißen Strände, was sie zu einem beliebten Ausflugsziel für Touristen macht. Nahe der Stadt mündet der Río Camaná in den Pazifischen Ozean.

## Geschichte
Camaná wurde im Jahre 1539 unter dem Namen Villa Hermosa de Camaná gegründet.
Im Juni 2001 erlitt die Infrastruktur der Stadt gewaltige Schäden infolge eines schweren Erdbebens vor der peruanischen Küste mit einer Stärke von um die 8,0 auf der Richterskala und des darauffolgenden Tsunamis, mindestens ein Mensch starb, über 11.845 Wohnhäuser wurden in Arequipa, Islay und Camaná zerstört. In der Folge ging die Zahl der Touristen für einige Zeit stark zurück. Im Juni 2010 kam es zu einem erneuten Beben vor der peruanischen Küste mit einer Stärke von 4,7.